# Tamworth
Pour les articles homonymes, voir Tamworth (homonymie).
Tamworth est une ville historique, située dans le comté de Staffordshire, en Angleterre. Elle se trouve à 27 kilomètres au nord-est de Birmingham et à 198 kilomètres de Londres. Au dernier recensement de 2011, la ville avait une population de 76 900 habitants.
Tamworth doit son nom à la rivière qui la traverse : la Tame. La ville est connue pour son château et son équipe de football, le Tamworth FC. Elle était au Moyen Âge la capitale du royaume anglo-saxon de Mercie.
La ville a donné son nom à une rare race de cochon.
Les très britanniques (et quelque peu instables) véhicules populaires à trois roues Reliant, connus en France à travers les feuilletons télévisés comiques comme only fools and horses  et maintes fois objets de sarcasmes dans l'émission Top Gear de la BBC ont été manufacturés à Tamworth de 1934 à 2001 . Le site de l'usine a été occupé ensuite par un ensemble immobilier baptisé Scimitar Park en référence à une voiture de sport -à quatre roues- la Reliant Scimitar, littéralement cimeterre, produite par cette firme.

## Jumelages
- Bad Laasphe (Allemagne)
- Vaujours (France)

## Personnalités liées à Tamworth
- Robert Peel (1788-1850), homme politique, premier ministre conservateur du Royaume-Uni de 1834 à 1835 et de 1841 à 1846 a vécu à Tamworth.
- Harry Hibbs (1906-1984), footballeur, gardien de but de l'Équipe d'Angleterre né à Tamworth.
- Ernest William Titterton (1916-1990), physicien nucléaire et professeur né à Tamworth.
- Sue Coe (°1951), artiste et illustratrice née à Tamworth.
- Gemma Massey, (°1984) mannequin de charme et actrice pornographique née à Tamworth.
- Tony Coton, (1961-), gardien au football